# Rynek w Bochni

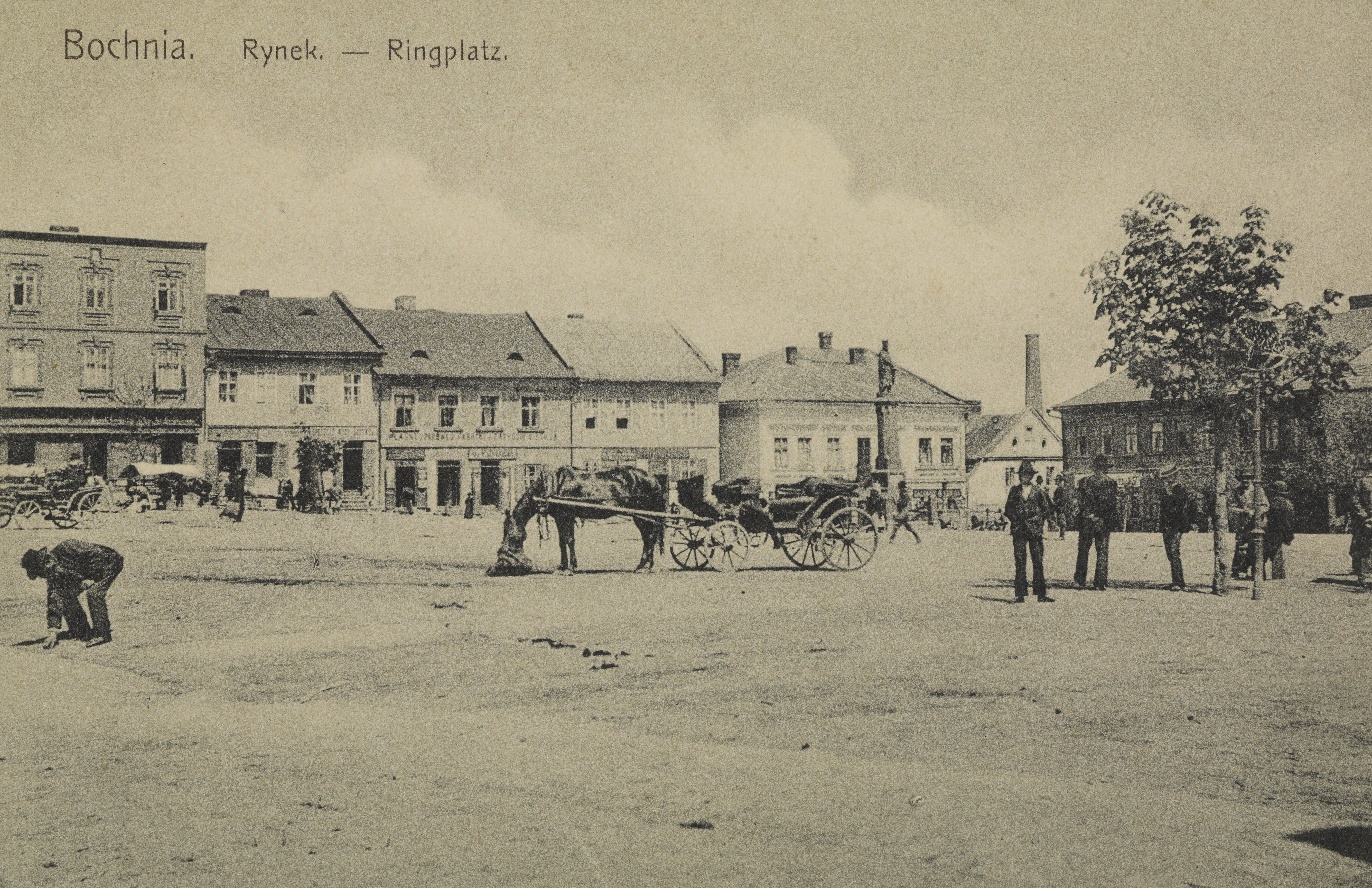
Rynek około 1905

Rynek (dawniej Rynek Główny, Rynek Dolny; łac. Circulus Maior, Circulus Inferior) – główny rynek Starego Miasta w Bochni, regularny, kwadratowy, u zbiegu 8 ulic, wytyczony około 1370 r. na wschód od rynku lokacyjnego z 1253 r.
Pierwszy rynek lokacyjny istniał na zachód od obecnego. Przemawia za tym fakt, iż w okresie średniowiecza kościoły farne umieszczano zwykle w bloku przekątniowym Rynku, a kościelne prezbiterium orientowano na wschód, w stronę Jerozolimy. Nowy Rynek powstał u schyłku panowania Kazimierza Wielkiego i początkowo pełnił funkcje pomocnicze względem starego Rynku Górnego. Świadczy o tym przywilej króla Władysława Jagiełły z 1405 r., w którym zezwolił on rzeźnikom na zbudowanie na Rynku Dolnym jatek miejskich. Również późniejsze zapisy miejskich ksiąg wskazują, że był on miejscem handlu: mięsem, pieczywem, nabiałem, jarzynami oraz solą i śledziami. Dopiero w XVI w. przejął on rolę rynku głównego, zaś stary rynek lokacyjny został podzielony na działki siedliskowe i zabudowany.
Między XIV a XVII w. na Rynku znajdowały się trzy szyby górnicze. Szyb Wielki położony był w północno-wschodnim narożniku Rynku, przy obecnej ul. Solnej. Powstał on w pierwszej połowie XIV w. Wskutek parcia górotworu, w połowie XVI w. był już zaciśnięty. Ostatni raz w źródłach pojawia się w 1581 r. Jego eksploatacja zakończyła się zapewne do końca XVI w. W południowo-zachodnim narożniku wybito w latach 1320–1331 szyb Wojewodzia Góra. Zbudował go najprawdopodobniej wojewoda krakowski Spytko z Melsztyna. W połowie XIV w. szyb ten połączono z szybami: Targ, Wielki oraz Herman na głębokości ok. 60–80 m. Został zasypany do końca XVI w. Trzeci szyb, Targ, umiejscowiony był w północno-wschodnim narożniku rynku. Powstał niedługo przed 1420 r., kiedy to pierwszy raz pojawia się w źródłach. Połączony był z szybem Regis. Jego eksploatacja zakończyła się na przełomie XVI i XVII w., zaś w 1710 r. został całkowicie zasypany.
Po przejęciu miasta przez Austriaków, w 1772 r., zakazano na Rynku handlu solą. 15 czerwca 1855 r. gościł na nim cesarz Franciszek Józef I. Od tej pory coraz częściej był on miejscem uroczystości miejskich. Z chwilą nadejścia epoki pocztówek, coraz częściej przedstawiano na nich właśnie Rynek, jako jedno z najciekawszych miejsc Bochni. Uchwalane przez ówczesną radę miejską regulaminy czystości miały na celu usunięcie z Rynku widoków, psujących jego reprezentacyjny charakter. W "Regulaminie utrzymania czystości, i porządku dla miasta Bochni" precyzowano ściśle obowiązki właścicieli domów i sklepów w zakresie utrzymania czystości wokół swoich budynków. Kategorycznie zabroniono wyrzucania śmieci na ulice, usunięto najbardziej uciążliwe targowiska, zabroniono karmienia i pojenia koni. Zakazano też wywieszania z okien frontowych i balkonów: bielizny, pościeli oraz odzieży. W ten sposób Rynek stał się wizytówką miasta.
W 1870 r. z inicjatywy rady miasta ustawiono na Rynku pomnik króla Kazimierza Wielkiego. Kolumna ta stoi na płycie rynku do dziś.
Od początku XX w. Rynek stał się także komunikacyjnym centrum miasta. W 1910 r. rada miejska przyznała Maciejowi Prus-Niewiadomskiemu, jako pierwszemu w mieście, koncesję "na peryodyczny przewóz automobilem omnibusowym w gminie miasta Bochni". W okresie międzywojennym ruszyły z Rynku pierwsze omnibusy do Krakowa, Przemyśla i Lwowa, jednak ciągle większość udających się do tych miast wybierała kolej. W latach 40. i 50 XX w. znacznie zwiększyła się liczba połączeń autobusowych, łączących Bochnię z innymi miastami. W związku z tym część placu rynkowego przeznaczono na dworzec autobusowy, istniejący aż do 1981 r..
W latach 1963–1964 przeprowadzono generalny remont Rynku. W jego ramach dokonano niwelacji terenu, likwidując charakterystyczną do tej pory pochyłość placu, a także zmieniono nawierzchnię płyty rynkowej, zastępując bruk granitową kostką i płytami piaskowca. Projektantem przebudowy było Biuro Projektów Budownictwa Komunalnego w Krakowie, zaś wykonawcą Krakowskie Przedsiębiorstwo Robót Inżynieryjnych Nr 2 Nowa Huta. Uroczyste otwarcie Rynku odbyło się 22 lipca 1964 r. w ramach miejskich obchodów 20. rocznicy wydania manifestu PKWN.
Z Rynku wychodzi 8 ulic: Kazimierza Wielkiego, Sądecka, Tadeusza Kościuszki, Solna, Wąska, Szewska, Wolnica i plac św. Kingi.
Na bocheńskim Rynku znajduje się 8 budynków, wpisanych do rejestru zabytków:
- waga miejska, ob. dom mieszkalny, Rynek 2, XVII w.
- dom, Rynek 3
- dom, Rynek 8 (d.7), XVIII/XIX w.
- kamienica, Rynek 9 / Wolnica, poł. XIX w., pocz. XX w.
- dom, Rynek 13, k. XVIII w.
- dom, Rynek 14, 1 poł. XIX w.
- dom, Rynek 17, XVII w., XIX w.
- dawny klasztor dominikanów, ob. muzeum, Rynek 20, poł. XVII w., k. XVIII w.